# Амилодекстрин
Амилодекстрин — разновидность декстринов. Представляет собой начальный продукт гидролитического расщепления крахмала. Был впервые получен Негели при весьма продолжительном (в течение нескольких месяцев) действии слабой соляной кислоты на крахмал. Кроме этого, амилодекстрин образуется также в результате воздействия воды на растворимый крахмал. Амилодекстрин растворим в тёплой воде; при вымораживании его водных растворов получается в сферокристаллах. При смешении с иодом амилодекстрин даёт, в зависимости от концентрации, синее, фиолетовое или бурое окрашивание. Остальные свойства подобны другим видам декстрина. Криоскопическое определение молекулярного веса амилодекстрина приводит к формуле: 14С6Н10О5 + Н2О. Удельное вращение — (α)j = 206.